# Allacciate le cinture
Pour plus de détails, voir Fiche technique et Distribution.
Allacciate le cinture (littéralement : Attachez vos ceintures) est une comédie dramatique italienne écrite et réalisée par Ferzan Özpetek et sortie en 2014. 
Kasia Smutniak et Paola Minaccioni ont remporté le Ruban d'Argent, respectivement de la meilleure actrice et de la meilleure actrice dans un second rôle.

## Distribution
- Kasia Smutniak : Elena
- Francesco Arca : Antonio
- Filippo Scicchitano : Fabio
- Carolina Crescentini : Silvia
- Paola Minaccioni : Egle
- Elena Sofia Ricci : Viviana / Dora
- Francesco Scianna : Giorgio
- Carla Signoris : Anna
- Luisa Ranieri : Maricla
- Giulia Michelini : Diana
- Francesca Romana Verzaro : Dott.ssa Paola